# Ламенское сельское поселение
Ламенское се́льское поселе́ние — упразднённое муниципальное образование в Голышмановском районе Тюменской области Российской Федерации.
Административный центр — посёлок Ламенский.

## История
Статус и границы сельского поселения установлены Законом Тюменской области от 5 ноября 2004 года № 263 «Об установлении границ муниципальных образований Тюменской области и наделении их статусом муниципального района, городского округа и сельского поселения».

## Население
| 2010 | 2011 | 2012 | 2013 | 2014 | 2015 | 2016 |
| ---- | ---- | ---- | ---- | ---- | ---- | ---- |
| 979  | ↘978 | ↘960 | ↘913 | ↘892 | ↘871 | ↘852 |
| 2017 | 2018 | 2019 |      |      |      |      |
| ↘835 | ↘818 | ↘798 |      |      |      |      |

## Состав сельского поселения
| № | Населённый пункт | Тип населённого пункта          | Население |
| - | ---------------- | ------------------------------- | --------- |
| 1 | Глубокая         | деревня                         | 123       |
| 2 | Ламенский        | посёлок, административный центр | 780       |
| 3 | Малиновка        | деревня                         | 76        |
| 4 | Медвежка         | деревня                         | ↘0        |